# Carl Nieroth

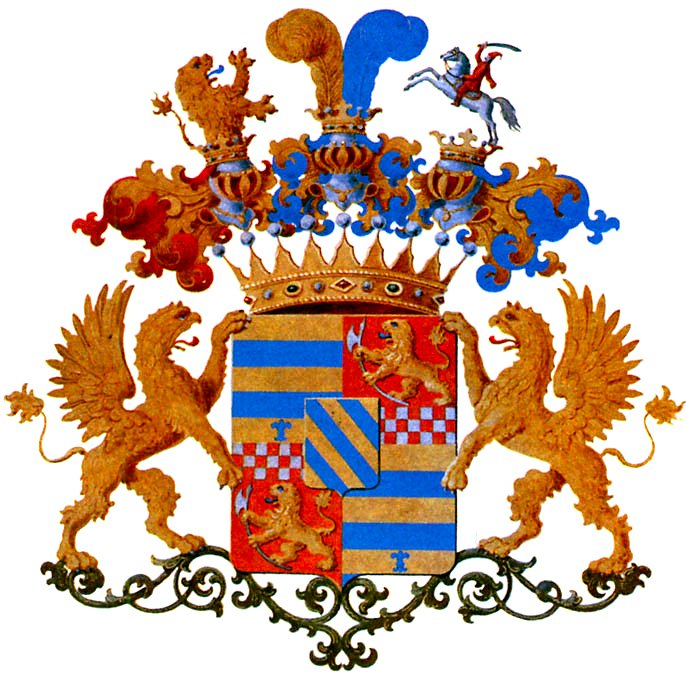
Wappen Nieroths

Graf Carl Nieroth (* vor 1670 auf dem Gut Anttola bei Mikkeli, Finnland; † 25. Januar 1712 im Kirchspiel Pernå, Finnland) war ein finnlandschwedischer Militär. Er war von 1710 bis 1712 schwedischer Generalgouverneur Finnlands.

## Militärische Karriere
Carl Nieroth wurde in Finnland geboren. Er entstammte dem alten livländischen Adelsgeschlecht von Nieroth. Seine Eltern waren der Oberstleutnant der schwedischen Armee Otto Nieroth und seine Frau Gertrud Baranoff.
Carl Nieroth diente in den 1670er Jahren in der schwedischen Armee in Pommern. 1683 wurde er in den schwedischen Ritterstand erhoben. 1692 wurde er zum Oberstleutnant der schonischen Kavallerie und 1700 zum Generalmajor befördert.

## Großer Nordischer Krieg
Mit dem Ausbruch des Nordischen Krieges 1700 zeichnete er sich durch großes militärisches Geschick aus. Er nahm an der gewagten Landung auf Seeland ebenso teil wie an den Schlachten an der Düna (1701), bei Klissov (1702) und bei Pultusk (1703).
1704 wurde Nieroth Generalleutnant der Kavallerie in der schwedischen Armee. 1705 war er Befehlshaber der schwedischen Truppen in Warschau und überwachte die Wahl des Königs Stanislaus. Am 21. Juli 1705 errang Nieroth als Befehlshaber der Schonischen Kavallerie den entscheidenden Sieg über sächsisch-polnische Truppen unter dem Kommando von Otto Arnold Paykull und Aufständische in der Schlacht von Rakowitz bei Warschau.
1705 kehrte Carl Nieroth hoch dekoriert nach Schweden zurück. Ein Jahr später wurde er zum Freiherrn und Grafen ernannt. Ihm wurde die Stellung des Befehlshabers für Südschweden anvertraut.

## Finnland
1710 ernannte der schwedische König Karl XII. Nieroth zum schwedischen Generalgouverneur in Finnland mit weitgehenden Vollmachten für die militärische und zivile Führung des Landes. Am 23. September 1710 landete er bei Turku. Er ließ sofort die Befestigungen im ganzen Land ausbauen und gründete eine Volksmiliz.
Nach dem Verlust Wyborgs an Russland bekam Nieroth den militärischen Auftrag, die Stadt zurückzuerobern. 1711 scheiterte allerdings die Belagerung an fehlender Ausrüstung. Nieroth starb überraschend am 25. Januar 1712 im Kirchspiel Pärnå.